# Dingo détective
Pour plus de détails, voir Fiche technique et Distribution.
Dingo détective (How to Be a Detective) est un court métrage d'animation américain de la série de Dingo, sorti le 12 décembre 1952 aux États-Unis, réalisé par les studios Disney.

## Synopsis
Dingo joue le rôle du détective Johnny Eyeball, Private Eye à la recherche d'un disparu nommé "Al", à la demande de la femme du disparu. Durant ses recherches dans la ville, il tombe régulièrement sur l'agent de police Muldoon qui lui demande dans cette affaire de laisser la police faire son travail.

Après une course poursuite en voiture, il s'avère que le disparu est en réalité l'agent Al Muldoon.

## Fiche technique
- Titre Original : How to Be a Detective
- Autres titres [2]:
  - Suède : Jan Långben som privatdetektiv
- Série : Dingo sous-série Comment faire
- Réalisateur : Jack Kinney
- Scénario : Dick Kinney, Brice Mack
- Voix [2]: Pinto Colvig (Goofy), Billy Bletcher (Al Muldoon)
- Animateur[3] : Ed Aardal, Hugh Fraser, George Nicholas, John Sibley
- Layout : Al Zinnen
- Décors : Dick Anthony
- Effets d'animation : Dan MacManus
- Musique[2]: Joseph Dubin
- Producteur : Walt Disney
- Société  de  production : Walt Disney Productions
- Distributeur : RKO Radio Pictures
- Date de sortie : 12 décembre 1952
- Format d'image : Couleur (Technicolor)
- Son : Mono (RCA Sound System)
- Durée : 6 minutes
- Langue : Anglais
- Pays de production :  États-Unis

## Voix françaises
- Hervé Jolly : le narrateur
- Gérard Rinaldi : Dingo ("Œil de Lynx")
- Michel Vocoret : Al Muldoon
- Robert Darnel : Le furet
- Anne Rochant : La cliente